# Відкритий чемпіонат Австралії з тенісу 1983
Відкритий чемпіонат Австралії з тенісу 1983 — тенісний турнір, що проходив між 29 листопада та 11 грудня 1983 року на кортах стадіону Куйонг у Мельбурні, Австралія. Це був 72-ий чемпіонат Австралії з тенісу і четвертий турнір Великого шолома в 1983 році.

## Огляд подій та досягнень
В одиночному розряді чоловіків титул захищав південноафриканець Йоган Крік, але він поступився в чвертьфіналі майбутньому чемпіону Матсу Віландеру, для якого це був другий титул Великого шолома. В Австралії Віландер переміг уперше. 
У жінок Мартіна Навратілова виграла восьмий одиночний титул Великого шолома й друге австралійське чемпіонство. Загалом, враховуючи перемогу в парному розряді разом і Пем Шрайвер, Навратілова довела кількість виграшів у мейджорах до 23.
Унікального досягнення — календарного юніорського великого шолома — добився Стефан Едберг.

## Результати фінальних матчів

### Дорослі
| Одиночний розряд. Чоловіки      |                           |               |
| Матс Віландер                   | Іван Лендл                | 6–1, 6–4, 6–4 |
|                                 |                           |               |
| Одиночний розряд. Жінки         |                           |               |
| Мартіна Навратілова             | Кеті Джордан              | 6–2, 7–6(7–5) |
|                                 |                           |               |
| Парний розряд. Чоловіки         |                           |               |
| Марк Едмондсон Пол Макнамі      | Стів Дентон Шервуд Стюарт | 6–3, 7–6      |
|                                 |                           |               |
| Парний розряд. Жінки            |                           |               |
| Мартіна Навратілова Пем Шрайвер | Енн Гоббс Венді Тернбулл  | 6–4, 6–7, 6–2 |
|                                 |                           |               |
| Мікст                           |                           |               |
| Змагання не проводилися         |                           |               |
|                                 |                           |               |

### Юніори
| Одиночний розряд. Хлопці       |                              |               |
| Стефан Едберг                  | Саймон Юл                    | 6–4, 6–4      |
|                                |                              |               |
| Одиночний розряд. Дівчата      |                              |               |
| Аманда Браун                   | Бернадетт Рендолл            | 7–6, 6–3      |
|                                |                              |               |
| Парний розряд. Хлопці          |                              |               |
| Джеймі Гарті Дес Тайсон        | Дерен Кейгілл Ентоні Лейн    | 3–6, 6–4, 6–3 |
|                                |                              |               |
| Парний розряд. Дівчата         |                              |               |
| Бернадетт Рендолл Кім Стаунтон | Дженні Бернел Дженін Томпсон | 3–6, 6–3, 6–3 |
|                                |                              |               |